# Highgate Cemetery

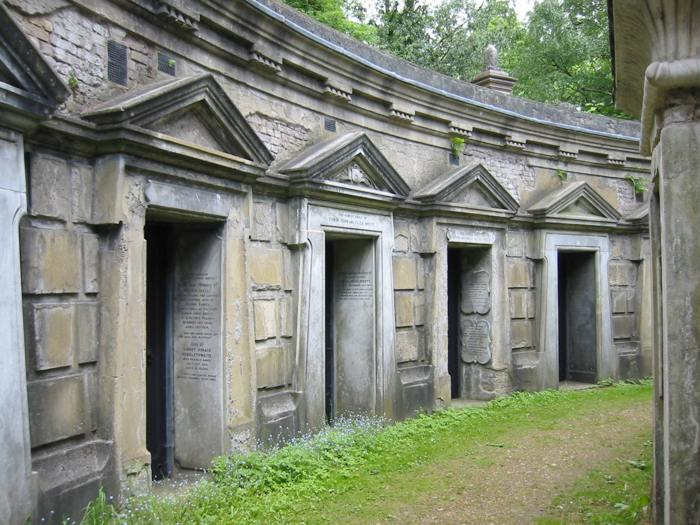
Circle of Lebanon i västra delen av Highgate Cemetery.

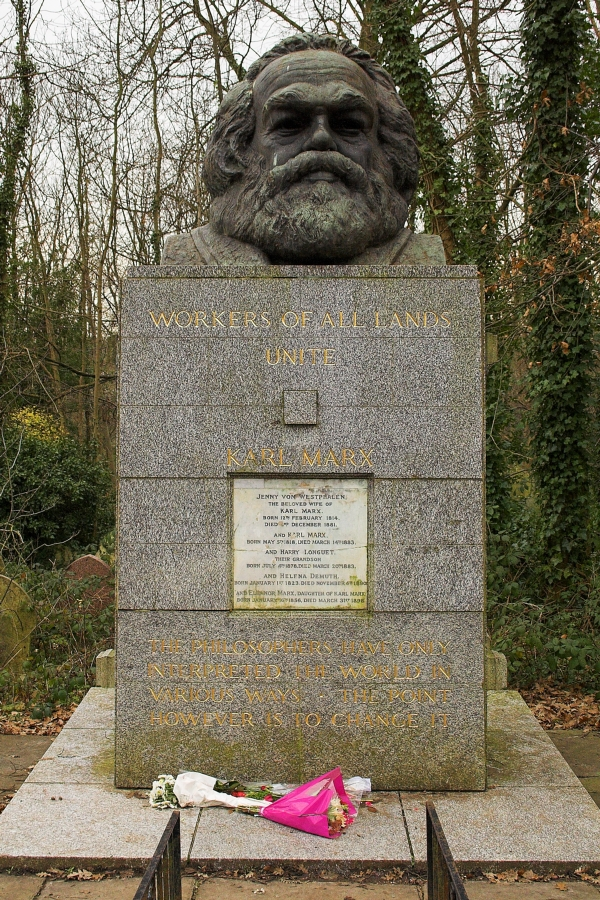
Karl Marx grav i östra delen av Highgatekyrkogården.

Highgate Cemetery är en begravningsplats i Highgate i norra London.
Begravningsplatsen anlades i början av 1800-talet efter ett parlamentsbeslut (varigenom även ytterligare sex andra privata begravningsplatser skapades i Londons innerstad). Den västra sidan av Highgate Cemetery togs i bruk 1839. År 1854 tillkom en östlig del (the East Cemetery). I slutet på 1800-talet ansågs den vara Londons vackraste begravningsplats.
Den västra, äldre delen innehåller många viktorianska monument. Begravningsplatsen kom att förfalla och västsidan stängdes 1975. En stödförening - Friends of Highgate Cemetery - bildades och denna har idag ansvar för skötsel och underhåll. Förfallet har hejdats. Genom ideellt arbete och sponsorfinansiering har alla större byggnader, gravvårdar och monument restaurerats. Denna del, som idag på många ställen är närmast igenvuxen, får nu för tiden endast besökas i guidade sällskap och den brukar användas i skräckfilmer som skall utspela sig på gamla kyrkogårdar.
Den nyare, östra delen får besökas helt fritt. Den mest berömde som ligger begravd här är Karl Marx. Hans grav har genom åren vandaliserats ett flertal gånger, bland annat har röd färg hällts över hans gravsten. Bland övriga kända personer som har sin sista vila här kan nämnas författaren George Eliot, poeten Christina Rossetti och skådespelaren Ralph Richardson.
Highgate Cemetery står idag uppförd på kulturarvslistan English Heritage.

## Kända personer begravda på kyrkogården
- Douglas Adams
- Beryl Bainbridge
- Shura Cherkassky
- George Eliot (Mary Anne Evans)
- Michael Faraday
- Lucian Freud
- John Galsworthy
- Henry Gray
- Radclyffe Hall
- Edward Hodges Baily
- Anatoly Kuznetsov
- Bert Jansch
- George Henry Lewes
- Karl Marx
- Malcolm McLaren
- Ralph Miliband
- Ralph Richardson
- Christina Rossetti
- William Michael Rossetti
- Jean Simmons
- Herbert Spencer
- Leslie Stephen
- Patrick Wymark
- George Michael